# Domingo Mandrafina
Domingo Roberto Cacho Mandrafina (Buenos Aires, 2 de noviembre de 1945) es un artista y dibujante de historietas argentino. Es principalmente conocido en su país por su trabajo en la clásica historieta Savarese, cuyo protagonista fue creado por Mandrafina junto al guionista Robin Wood.

## Biografía

### Inicios
Su pasión por la historieta se despertó desde muy pequeño, desde los seis años, influenciada por la lectura de revistas como El Tony, Patoruzito y el Pato Donald. Sin embargo, reconoce que "lo fundamental fue Randall, de Arturo del Castillo. Ahí tomé conciencia de que quería ser dibujante de historietas."
Luego de transcurrida la escuela secundaria y tres años de la carrera de sociología empezó a cursar estudios en el IDA (Instituto de Directores de Arte), entre cuyos docentes estaban Alberto Breccia y Ángel Borisoff. "Empecé primero con trabajos sueltos, con Medrano, que tenía un contacto con EE.UU, mandaba trabajos desde acá", tras lo cual realizó algunas historietas para Paturozito y Billiken, entre otras publicaciones. 
En 1971 llevado por Lito Fernández (de quien fuera ayudante hasta ese momento), comenzó a colaborar con Editorial Columba. En un principio dibujó historias unitarias para Intervalo. Pasados tres años le encargaron el dibujo de "...una serie bastante mala, Flavia Massini, una de esas historietas de Intervalo, que ya venía de antes." y más tarde (otros tres años) realizó adaptaciones de películas a la historieta.

### Madurez y consagración
A mediados de los años 1970 se integró a un estudio de dibujantes, junto a Macagno, Marchionne, y luego Enrique Breccia, junto a los cuales produjo historietas de toda índole, dirigidas, a través de un agente, al mercado escocés.
En colaboración con Ray Collins, elaboró algunas historietas, de corte policíaco que fueron publicadas en Skorpio, mientras junto a Robin Wood, daban vida, en 1978, a la serie (policiaca también) Savarese, que contó más de un centenar de episodios. Un año después, esta vez junto a Guillermo Saccomano, publicaron El condenado para Record, que duraría hasta el año 1985.
A comienzos de los años 1980 inició una colaboración con el guionista Carlos Trillo produciendo obras vinculadas al género negro. La primera historia que desarrollaron juntos fue Los misterios de Ulises Boedo que versaba sobre los desaparecidos. Más tarde realizaron una serie de historias mudas publicadas en la revista Superhumor, y luego la serie El husmeante para la publicación Don.
Continuó trabajando con Trillo en obras cargadas de mensajes alegóricos, fuerte sarcasmo y fondo oscuro como Piñón Fijo, Peter Kampf lo sabía, Cosecha verde (serializada entre  fines de 1989 y principios de 1991 en la revista Puertitas),  El iguana (que continuaba la historia de Cosecha verde), Spaghetti Brothers, y más tarde Dragger. Estas obras, a diferencia de las realizadas para Columba (exportadas casi exclusivamente a Italia), comenzaron a traducirse en España, Francia, Italia, Alemania y también en los Estados Unidos y le reportaron una puerta de acceso al mercado internacional, desde mediados de los años 1980. 
En la misma época realizó otros trabajos junto a Enrique Breccia (Metrocarguero (1984) y Espartaco(, Ricardo Ferrari (El Golem y La Vuelta, estas también con la colaboración de Macagno y Breccia), y Saccomano (Republiqueta).
A fines de los años '80 y principios de los '90 dejó de trabajar para editoriales argentinas, "...justo en los meses de la hiperinflación, en los que se cortó el pago.", como explicó el mismo. Durante este tiempo dibujó (además de las ya mencionadas El iguana, Dragger, y Spaghetti Brothers) Vieilles canailles, con guiones de Carlos Trillo.

### Años recientes
En la década del 2000 publicó una serie llamada El conejo de Alicia en la revista Fierro.

## Estilo
Sobre su forma de dibujar, Mandrafina expresó:

Por lo menos en mi caso, el estilo es esa conjunción de cosas que se te van agolpando por acumulación de trabajo. Yo no soy un tipo reflexivo en cuanto al estilo, a buscar las técnicas que me resuelvan las cosas, sino que las iba resolviendo a medida que se me presentaban los problemas.